# Abfallwirtschaftsplan
Ein Abfallwirtschaftsplan ist ein wichtiges Instrument, um die Abfallentsorgung zu planen und zu kontrollieren. Im Abfallwirtschaftsplan erfolgt eine gründliche Analyse der abfallwirtschaftlichen Situation. Es werden Ziele zur Abfallvermeidung und zum Recycling gesetzt und die notwendigen Systeme zur Sicherstellung der Haushaltsentsorgung vorgeschlagen. Prognosen zu Recyclingquoten sind eng verknüpft mit politischen programmatischen Aussagen zur Förderung der Abfallvermeidung und -verwertung und des Übergangs von der Abfall- zur Kreislaufwirtschaft.

## Definition
Im Rahmen des Kreislaufwirtschaftsgesetzes werden üblicherweise regionale Abfallwirtschaftspläne nach überörtlichen Gesichtspunkten. Diese stellen die Ziele Abfallvermeidung, Abfallverwertung, insbesondere Vorbereitung zur Wiederverwendung und Verwertung und Abfallbeseitigung, bestehenden Abfallwirtschaftsstatus und notwendige Maßnahmen zur Verbesserung der Abfallverwertung und Abfallbeseitigung dar. Darüber hinaus wurde ein Abfallbeseitigungssystem vorgeschlagen, um die Entsorgung und Verwertung von gemischten Abfällen aus privaten Haushalten innerhalb von 10 Jahren sicherzustellen. Der Hauptzweck des Abfallwirtschaftssystems ist dabei der gesetzlich vorgeschriebene Nachweis der Unbedenklichkeit der privaten Hausmüllentsorgung und der gemischten Abfallverwertung in Sachsen.
Die Abfallwirtschaftspläne umfassen:
- Analyse des Status quo der Abfallwirtschaft in entsprechenden regionalen Einheiten,
- erforderlichen Maßnahmen zur Verbesserung der umweltgerechten Abfallaufbereitung, Wiederverwendung, Verwertung, Verwertung und Beseitigung,
- eine Bewertung, wie der Plan das Erreichen der Ziele und Bestimmungen der Abfallrahmenrichtlinie unterstützen wird und wie zukünftige Entwicklungen zu diesem Zeitpunkt antizipiert und angegangen werden.

### Behandlung des Abfalls in Müllverbrennungsanlagen
Abfallverbrennungsanlagen (MVA) verfügen über erprobte thermische Abfallbehandlungssysteme, die weder unvermeidlich noch nicht wiederverwertbar oder verwertbar sind (siehe §§ 2.1, 2.3, 2.6 des Anhangs III der Abwasserbehandlungsverordnung). Der bayerische Abfallwirtschaftsplan legt im Hinblick auf die Ressourceneffizienz besonderes Augenmerk auf die Rückgewinnung von Metallen und Baustoffen aus Schlacken (AbfPV Anlage Abschnitt III Abschnitt 2.5) und Phosphor (Klärschlamm) (Abschnitt III Abschnitt 1.2.4 AbfPV Anlage).

### Abfallwirtschaftsplan für gefährliche Abfälle
Der Abfallwirtschaftsplan für Sonderabfälle stellt die Sonderabfallwirtschaftsziele für die 5-stufige Abfallhierarchie auf Basis des Kreislaufwirtschaftsgesetzes dar. Der Plan enthält Angaben zu Art, Menge, Quelle und Bestimmungsort des anfallenden gefährlichen Abfalls. Dargestellt werden die aktuelle Entsorgungsstruktur und die mögliche Entwicklung des Sonderabfallaufkommens bis 2030. Allein in Nordrhein-Westfalen fallen jährlich rund 6 Millionen Tonnen gefährlicher Abfälle bei Produktionsprozessen, Dienstleistungen, Abwasser- und Abfallbehandlung sowie Bau- und Abbrucharbeiten an.

### Schadstoffminimierung
Ziel muss es sein, möglichst kontaminationsfreie Produkte und Zubereitungen herzustellen und zu verwenden. Der anfallende Abfall soll so wenig Schadstoffe wie möglich enthalten. Auf allen Ebenen der abfallwirtschaftlichen Zielhierarchie sollen Schadstoffe möglichst vermieden werden, oder zumindest reduziert werden. Vor allem die vorhandenen hoch schadstoffhaltige Abfälle werden aus der Kreislaufwirtschaft ausgeschleust.
Das sogenannte Vermischungsverbot ergibt sich aus Artikel 18 Absatz 1 der Abwasserrichtlinie; dieser sieht vor, dass gefährliche Abfälle grundsätzlich nicht mit anderen Arten gefährlicher Abfälle, Stoffen oder Materialien vermischt oder verdünnt werden dürfen. Ausnahmen gelten nur für ausdrücklich definierte Bedingungen.

### Abfallwirtschaftsplan für Siedlungsabfälle
Kernstück eines kommunalen Abfallwirtschaftsplans ist die Umsetzung der regionalen Entsorgungsautarkie. Das bedeutet, dass anfallende Siedlungsabfälle im Land selbst (Autarkieprinzip) und möglichst nahe am Anfall (Näheprinzip) entsorgt werden müssen. Vor allem sollte das europarechtliche Näheprinzip gestärkt werden. Ziel ist es, Abfalltourismus zu vermeiden und Planungssicherheit für öffentlich-rechtliche Entsorgungsträger und Betreiber von Hausmüllverbrennungsanlagen herzustellen. Der Abfallwirtschaftsplan zielt darauf ab, die verstärkte Nutzung von Siedlungsabfällen als Rohstoffquelle und Energielieferant explizit zu fördern. Daher enthält das Programm strenge Vorschriften zur Abfallvermeidung, Wiederverwendung und Wiederverwertung.

### Planungszeitraum bis 2023
Für eine Präsentation zum künftigen Bedarf an Abfallbehandlungsanlagen gemäß Nach § 30 Abs. 2 KrWG ist die voraussichtliche Entwicklung für mindestens zehn Jahre (Planungszeitraum bis 2023) zu beurteilen. Dazu haben wir ein Prognosegutachten des Bifa Umweltinstituts in Augsburg eingeholt. Mit Hilfe der statistischen Entwicklung der Abfallströme in der z. B. bayerischen Abfallbilanz der letzten Jahre wurden zukünftige Entwicklungen mit elektronischen Simulationsverfahren abgeschätzt. Die Abschätzung zukünftiger Zahlen durch das Bifa Umweltinstitut mittels Trendprognosen erfolgt unter der Prämisse angemessener Vorsorge und dem Leitbild des umsichtigen Abfallwirtschafters. Das bifa Umweltinstitut verwendet für die Prognose im Rahmen der „Worst Case“-Analyse hauptsächlich das „Maximum-Szenario“. In der Begründung wird auf ein etwaiges Risiko, wie z. B. in Form einer Gesetzesänderung, textlich hingewiesen.

## Verwertung von Siedlungs- und Gewerbeabfällen nach Abfallarten

### Glas, Papier, Metall und Kunststoffe
Bei Glas, Papier, Metall und Kunststoff soll eine möglichst hohe stoffliche Verwertung erreicht werden, sofern dies ökologisch vorteilhaft ist. Das Sammelsystem (Bring- und Sammelsystem) muss für die Qualität und Menge der Abfallfraktion optimiert werden.
Sortier-, Aufbereitungs- und Recyclingsysteme werden auf Basis bestehender Technologie weiterentwickelt. Die bestehenden Sammelsysteme der öffentlich-rechtlichen Entsorgungsträger sollten nach Möglichkeit bei der Verwertung privater Abfälle zur gewerblichen Verwertung im Rahmen der Produkthaftung berücksichtigt werden.

### Verpackungen
Verpackungen sollten in erster Linie vermieden werden. Wiederverwendung, stoffliche Verwertung und andere Formen des Recyclings haben Vorrang vor der Entsorgung von Verpackungsabfällen. Nach der Verpackungsverordnung müssen Hersteller und Vertreiber gebrauchte Verpackungen zurücknehmen, sortieren und verwerten.

### Bioabfälle
Getrennt gesammelte organische Abfälle nach § 11 Abs. 1 KrWG sind ab dem 1. Januar 2015 einer umweltgerechten und ökologisch effizienten Verwertung zuzuführen. Rohstoffliche und energetische Nutzwerte sind möglichst umfassend zu erschließen. Die Verwertung biologischer Abfälle durch Vergärung und Kompostierung ist grundsätzlich besser als die reine Verbrennung.

### Klärschlamm
Den Beschluss des Landtags zum schrittweisen Ausstieg aus der landwirtschaftlichen, landschafts- und gartenbaulichen Nutzung von Klärschlamm weiter vorantreiben, um den ökologischen Status der Klärschlammbeseitigung weiter zu verbessern. Es wird daher die Entwicklung einer Phosphorrückgewinnungsstrategie angestrebt, welche die Auslastung der verfügbaren Kapazität einzelner Verbrennungsanlagen erhöht und gegebenenfalls mehr Kapazität schafft. Darüber hinaus auch die Unterstützung der Weiterentwicklung von Verfahren zur Rückgewinnung von Nährstoffen (insbesondere Phosphor) und Wärmebehandlung durch gezielte Forschungs- und Entwicklungsprojekte.

### Altholz
Ziel ist es, die stoffliche oder energetische Nutzung von Holzabfällen zu steigern. Altholz ohne stoffliche Verwertung wird in der Wärmebehandlungsanlage intensiv verwertet, eine Deponierung ist nicht mehr erlaubt.

### Bauabfälle
Ihr Zweck ist die weitgehend private und marktwirtschaftliche Organisation und Durchführung der Bauabfallentsorgung. Bauschutt ist im Sinne eines gezielten Rückbaus am Ort des Anfalls getrennt zu sammeln und nach Möglichkeit einer Wiederverwertung zuzuführen. Förderung der Akzeptanz von aufbereiteten Schotter-Recycling-Baustoffen.

### Elektro- und Elektronikaltgeräte
Ziel ist es, das Abfallaufkommen aus Elektro- und Elektronik-Altgeräten zu vermeiden, insbesondere zu recyceln und den Eintrag von Schadstoffen aus Altgeräten in den Abfall zu verringern. Elektro- und Elektronik-Altgeräte sind getrennt zu sammeln und müssen von den öffentlich-rechtlichen Entsorgungsträgern, Vertreibern und Herstellern entsorgt werden. Öffentlich-rechtliche Entsorgungsträger und Hersteller müssen Altgeräte nach dem Elektro- und Elektronikgerätegesetz zurücknehmen, Hersteller sind grundsätzlich verpflichtet, diese fachgerecht zu entsorgen.

### Altbatterien
Ziel ist es, die in den Abfall gelangenden Schadstoffe in der Batterie zu reduzieren. Altbatterien sind getrennt und nur von den im Batteriegesetz genannten Einrichtungen, insbesondere von Vertreibern oder öffentlich-rechtlichen Entsorgungsträgern, zu sammeln. Hersteller müssen zurückgenommene Altbatterien gemäß Batteriegesetz unentgeltlich verwerten und entsorgen.

### Altfahrzeuge
Ziel ist es, das Abfallaufkommen aus Altfahrzeugen zu vermeiden, insbesondere zu verwerten, und den Eintrag von Schadstoffen aus Altfahrzeugen in den Abfall zu reduzieren. Altfahrzeuge können nur an einer zugelassenen Annahme- oder Rückgabestelle oder einem zugelassenen Demontagebetrieb übergeben werden. Autohersteller sind verpflichtet, alle verschrotteten Autos ihrer Marke kostenlos zurückzunehmen. Altfahrzeuge müssen gemäß der Altfahrzeugverordnung entsorgt werden.

### Sperrmüll
Sperrmüll sollte möglichst als Wertstoffquelle genutzt werden. Dazu soll der Umfang nutzungsorientierter, breitgefächerter und sorgfältig gesammelter Sammlungen weiter ausgebaut werden. Sperrmüll sollte so gesammelt werden, dass Möglichkeiten zur Wiederverwendung voll ausgeschöpft werden.

### Problemabfälle
Problemabfälle sollten getrennt von anderen Restabfällen an festen Sammelstellen und/oder durch mobile Sammlung mit entsprechender Annahmefrequenz und ausreichender Annahmedichte gesammelt werden. Die Annahme und Vorsortierung von Problemabfällen muss durch sachkundiges und zuverlässiges Personal fachgerecht erfolgen.

### Abfälle aus Einrichtungen des Gesundheitsdienstes
Abfälle wie Hausmüll und ähnliche Hausmüllabfälle, die nicht in direkter Gesundheitsarbeit anfallen (z. B. Zeitschriften, Papier-, Kunststoff- und Glasabfälle), hausmüllähnliche Gewerbeabfälle (z. B. Verpackungsmaterialien und Kartons), Küchen- und Kantinenabfälle sind wie Hausmüll zu entsorgen.
Um Infektionen vorzubeugen, müssen ungefährliche Abfälle, die bei Aktivitäten des Gesundheitswesens anfallen, mit Ausnahme von Körperteilen und Organabfällen, in Einrichtungen des Gesundheitswesens getrennt gesammelt und gelagert werden.